# Indalmus angusticollis
Indalmus angusticollis es una especie de coleóptero de la familia Endomychidae.

## Distribución geográfica
Habita en Sumatra, Birmania y Tailandia.